# Leeudoringstad
Leeudoringstad is een stad met 5000 inwoners, in de provincie Noordwest in Zuid-Afrika. De stad is gesticht in 1920.

## Subplaatsen
Het nationaal instituut voor de statistiek, Stats SA, deelt sinds de census 2011 deze hoofdplaats in in 2 zogenaamde subplaatsen (sub place):
Leeudoringstad SP1 • Leeudoringstad SP2.